# Акмаєв Анатолій Ісайович
Анато́лій Іса́йович Акма́єв (нар. 26 березня 1953, м. Кадіївка — пом. 25 червня 2011, м. Алчевськ) — український економіст. Ректор (2005–2011) Донбаського державного технічного університету. Ініціатор і безпосередній керівник перетворення Донбаського гірничо-металургійного інституту в Донбаський державний технічний університет. Виходець з родини шахтаря, який все своє життя спрямував на дослідження проблем економіки сучасної України.

## Життєпис
Батько Анатолія Акмаєва працював гірничим майстром на шахті «Центральна-Ірміно». Мати — на цій же шахті сестрою-господаркою шахтного профілакторію.
У 1970 р. юнак закінчив середню школу і вступив до Кадіївський філія КГМІ на спеціальність «Економіка і організація гірничої промисловості». Під час студентських канікул Анатолій працював на батьківській шахті спочатку учнем робітника очисного вибою, а потім підземним робітникам. І так кожне літо, аж до 1976 року. Навчався відмінно, був Ленінським стипендіатом. У 1975 р. з відзнакою закінчив КГМІ, отримавши кваліфікацію гірничого інженера-економіста. Рада економічного факультету дав йому рекомендацію для вступу в аспірантуру.
У 1978 р., успішно закінчивши аспірантуру, Анатолій Ісайович працював у КГМІ молодшим, а потім старшим науковим співробітником науково-дослідного сектора, активно займався науковою роботою, публікував перші наукові роботи в інститутських і галузевих збірниках і журналах.
У 1980 р. захищає кандидатську дисертацію і переходить на викладацьку роботу асистентом, доцентом (1982–1991 рр.), а з 1990 року — завідувачем кафедри економіки та управління. У 1992 році захищає докторську дисертацію, в 1996 р. присвоєно вчене звання професора, а через два роки — 8 червня 1998 р. — обраний академіком Академії економічних наук України.

## Науковий внесок
Акмаєв Анатолій Ісайович — автор 155 наукових робіт, у тому числі 12 монографій і навчальних посібників, підготував 16 кандидатів економічних наук. Коло наукових інтересів складають питання підвищення ефективності праці та вдосконалення діяльності вуглевидобувних підприємств. 

## Визнання
У 2001 р. присвоєно почесне звання «Заслужений працівник освіти України».
У 2003 році стає першим проректором ДГМІ, а з квітня 2005 р., наказом Міністра освіти і науки України, професор А. І. Акмаєв призначається ректором Донбаського державного технічного університету.
1 грудня 2008 Указом Президента України Анатолію Акмаєву присуджено Державну премію України в галузі науки і техніки за наукову роботу «Система управління фінансами в галузі освіти».